# Zygopetalum
Die Gattung Zygopetalum aus der Familie der Orchideen (Orchidaceae) besteht derzeit aus 14 anerkannten Pflanzenarten. Sie wachsen vorwiegend epiphytisch, zum Teil aber auch terrestrisch oder lithophytisch.

## Beschreibung
Die Pflanzen sind gekennzeichnet durch einen sympodialen Wuchs. Die kurzen Pseudobulben sind meist ellipsen- oder eiförmig und haben zwei oder mehrere Blätter. Die aufrechten oder überhängenden, mehrblütigen Blütentriebe entwickeln sich seitenständig, werden bis zu 60 cm lang und überragen die Blätter. Die auffälligen Blüten sind von klein bis groß anzutreffen, haben verschiedene Schattierungen von grün, dunkelrot und lila gefärbt und weisen diverse Muster auf. Die einander ähnlichen Kelchblätter (Sepalen) und Kronblätter (Petalen) sind länglich und abstehend. Die Lippe ist abstehend und dreilappig. Die Seitenlappen sind entweder klein und abstehend oder groß und aufrecht. Der Mittellappen ist abstehend und eiförmig, teilweise mit einer ungeteilten oder gelappten Schwiele.

## Verbreitung
Das Hauptverbreitungsgebiet sind die feuchten Wälder der tief bis höher gelegenen tropischen Gebiete Südamerikas (Peru, Brasilien und Nordost-Argentinien). Die meisten Arten finden sich in Brasilien.

## Systematik und botanische Geschichte
Der Gattungsname setzt sich aus den griechischen Wörtern ζυγόν zygon (oder ζυγός zygos) „Joch“ (alles was zwei Gegenstände miteinander verbindet) und πέταλον petalon „Blatt“ (botanisch Petalum) zusammen und bezeichnet die an der Basis verwachsenen Sepalen (Hüllblätter) und seitlichen Petalen (Kronblätter) dieser Orchideenblüten.
Die Gattung wurde von William Jackson Hooker durch eine Veröffentlichung im Curtis’s Botanical Magazine im Jahr 1827 beschrieben. Typusart war Zygopetalum mackayi, die heute teilweise als Zygopetalum maculatum bezeichnet wird.
Die Gattung Zygopetalum wird innerhalb der Familie der Orchideen in die Unterfamilie Epidendroideae eingeordnet. Einige Zeit lang wurde aus dieser Unterfamilie noch die Gruppe Vandoideae herausgelöst, die auch die Gattung Zygopetalum enthielt, dies ist aber heute durch molekulargenetische Untersuchungen widerlegt. Innerhalb der Epidendroideae gehört Zygopetalum zur Tribus Maxillarieae und zur Untertribus Zygopetalinae. In dieser Untertribus, die durch Pseudobulben aus einem einzigen Internodium sowie verlängerten Sprossen und Mehrblütigkeit definiert ist, sind folgende nahe verwandte Gattungen zusammengefasst:
Aganisia, Batemannia, Cheiradenia, Koellensteinia, Neogardneria, Pabstia, Paradisanthus, Pescatoria und Stenia.
Die heute als eigene Gattungen anerkannten Gruppen Zygosepalum und Pescatoria findet man in der Literatur und in Internetquellen häufig noch in Zygopetalum integriert.

## Arten

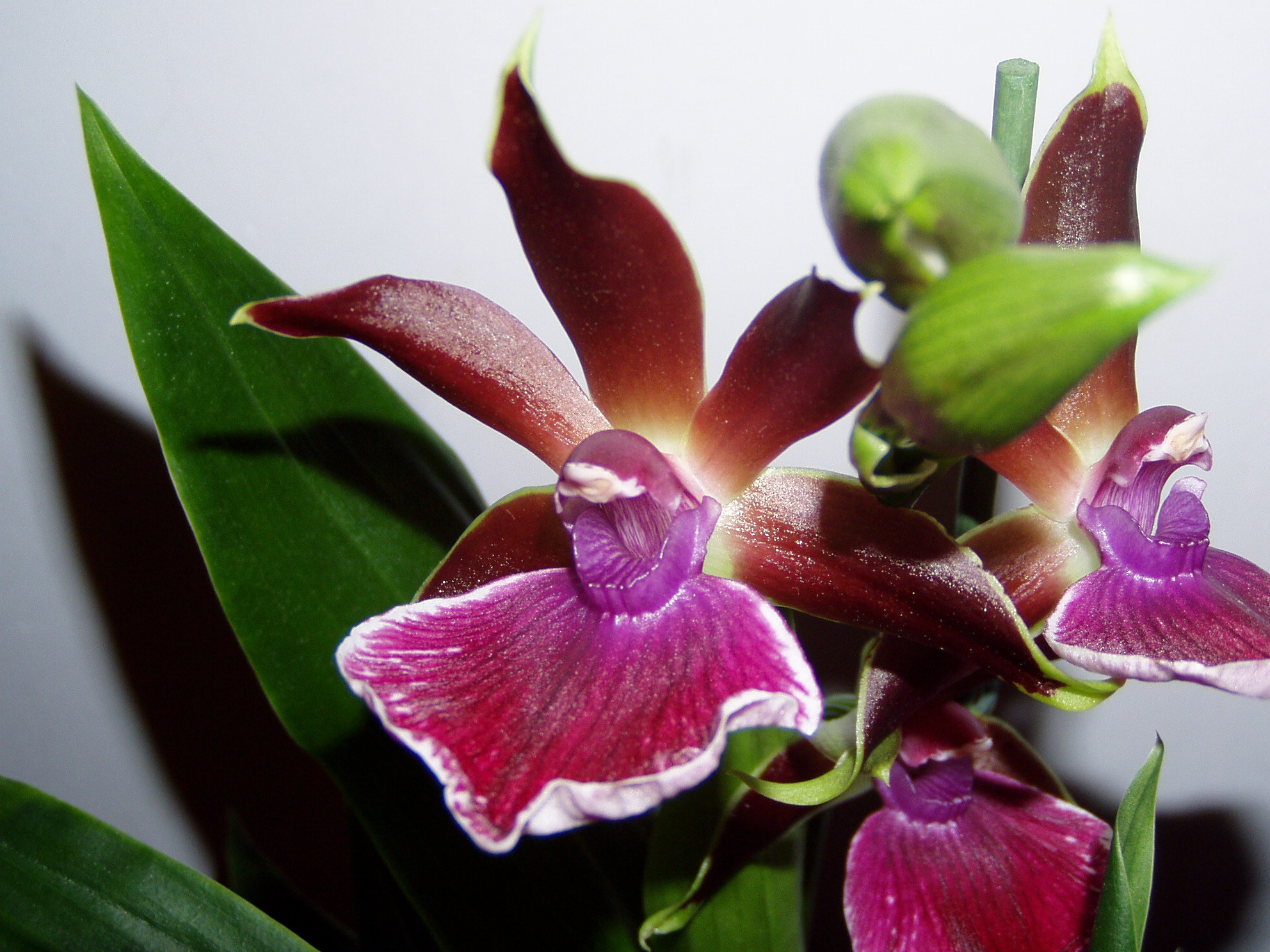
Zygopetalum-Hybride

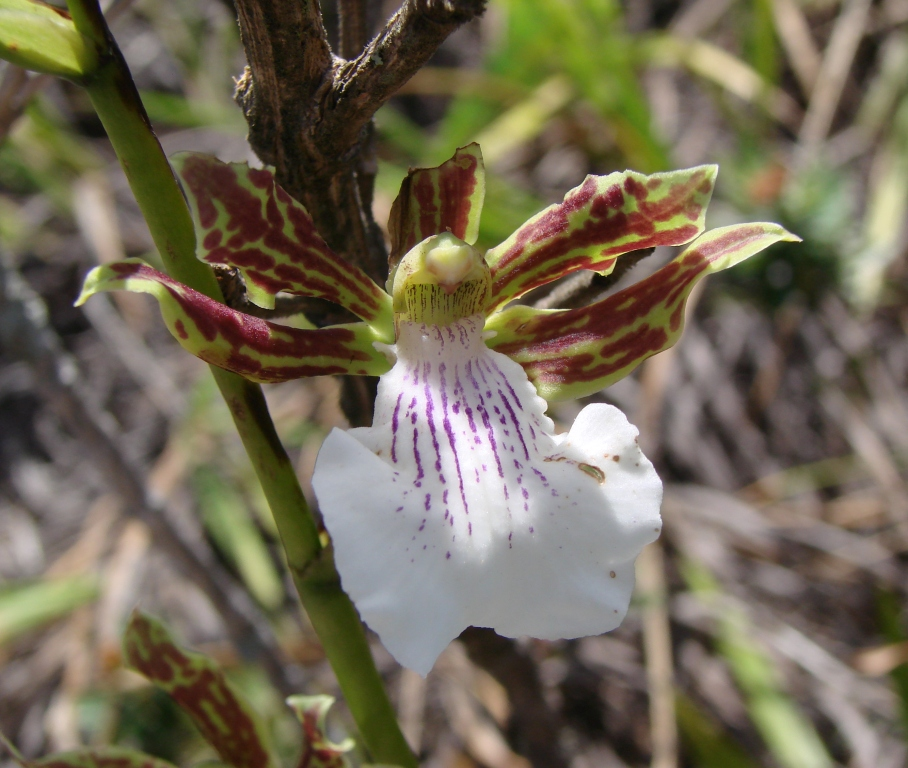
Zygopetalum sincoranum

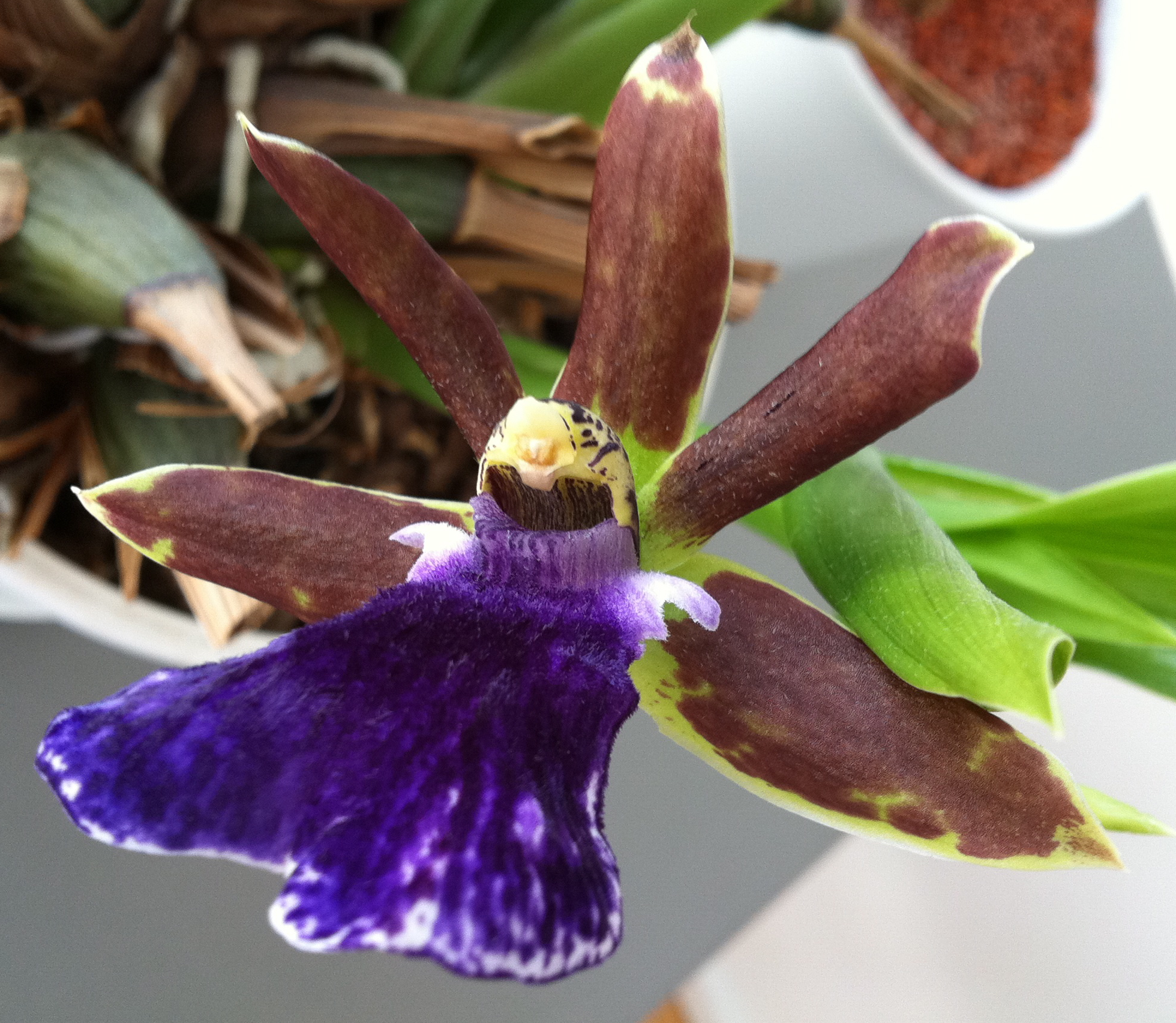
Duftende Zygopetalum-Hybride Arthur Elle Bright and Blue

Die Auflistung basiert auf der „World Check List of selected Plant Families des Royal Botanic Garden“, Kew.
- Zygopetalum brachypetalum Lindl.: Sie kommt im südlichen und südöstlichen Brasilien vor.[1]
- Zygopetalum crinitum G.Lodd.: Sie kommt im südlichen und südöstlichen Brasilien vor.[1]
- Zygopetalum ghillanyi Pabst: Sie kommt in Brasilien vor.[1]
- Zygopetalum graminifolium Rolfe: Sie kommt in Brasilien vor.[1]
- Zygopetalum maculatum (Kunth) Garay (Syn: Zygopetalum mackayi Hook.): Sie kommt vom nördlichen Peru bis Brasilien vor.[1]
- Zygopetalum maxillare G.Lodd. (Syn.: Zygopetalum rigbyanum Ruschi): Sie kommt vom südlichen und südöstlichen Brasilien bis ins nordöstliche Argentinien vor.[1]
- Zygopetalum microphytum Barb.Rodr.: Sie kommt in Brasilien vor.[1]
- Zygopetalum mosenianum Barb.Rodr. (Syn.: Zygopetalum pedicellatum Garay): Sie kommt im südöstlichen Brasilien vor.[1]
- Zygopetalum pabstii Toscano: Sie kommt in Brasilien vor.[1]
- Zygopetalum reginae Pabst: Sie kommt in Brasilien vor.[1]
- Zygopetalum sellowii Rchb.f.: Sie kommt im östlichen Brasilien vor.[1]
- Zygopetalum silvanum V.P.Castro & Campacci: Sie kommt in Brasilien vor.[1]
- Zygopetalum sincoranum V.P.Castro & Campacci: Sie kommt in Brasilien vor.[1]
- Zygopetalum triste Barb.Rodr.: Sie kommt im brasilianischen Bundesstaat Minas Gerais vor.[1]

## Verwendung
Einige Zygopetalum-Hybride sind vergleichsweise einfach zu pflegende Zimmerpflanzen. Abgesehen von der obligatorischen Orchideenerde als Kultursubstrat und einem ausreichend hellen frostfreien Standort stellen die Pflanzen keine hohen Ansprüche. Die Vermehrung erfolgt durch Teilung größerer Pflanzen, wobei prinzipiell aus jeder Pseudobulde eine neue Pflanze gezogen werden kann.
Die Blütentriebe von Zygopetalum-Arten und -Hybriden sind gefragt als Schnittblumen. Manche Arten verströmen einen süßen, hyazinthenartigen Duft.